# Kościół św. Barbary w Sosnowcu
Kościół św. Barbary w Sosnowcu – kościół parafialny w Sosnowcu, zbudowany w latach 1906–1907 w stylu neogotyckim.

## Historia kościoła
W związku z rozwojem przemysłu i napływem ludności na przełomie XIX i XX w. zrodziła się potrzeba wybudowania świątyni dla potrzeb mieszkańców Sielca. Pierwszymi miejscami kultu była m.in. kaplica Zamku Sieleckiego oraz kapliczka przy ulicy Gabriela Narutowicza. W latach 1902–1903 nastąpił rozłam pomiędzy mieszkańcami z powodu braku zgody co do projektu umiejscowienia nowej świątyni. W wyniku podjętych decyzji postanowiono o budowie dwóch kościołów. W 1905 r.  rozpoczęto wznoszenie obiektu przy ulicy Skautów, a w 1906 r. przy ulicy Wawel. Ten ostatni  został poświęcony 18 sierpnia 1907 r. przez księdza Wincentego Bogackiego. Budowę kościoła całkowicie zakończono oraz w znacznej części go wyposażono przed wybuchem I wojny światowej.
19 sierpnia 1908 r. na skutek usilnych zabiegów mieszkańców Starego Sielca, popartych faktem wybudowania świątyni, administrator diecezji kieleckiej ksiądz Franciszek Brudzyński erygował tutaj parafię, wydzielając ją w całości z Parafii św. Joachima w Zagórzu. Pierwszym proboszczem  Parafii św. Barbary w Sosnowcu został ksiądz Jan Białecki.

## Opis budynku
Kościół świętej Barbary w Sosnowcu jest murowanym budynkiem wzniesionym w stylu neogotyckim. Nad trójnawową bryłą świątyni góruje wieża dzwonnicy z ostrosłupowym dachem hełmowym, w przyziemieniu której znajdują się główne drzwi prowadzące do kruchty. Dwuspadowy dach budynku, który wieńczy mała ozdobna wieżyczka nad prezbiterium, został przecięty w połowie, tworząc ryzalit z trójkątnym szczytem. Od północy do budynku przylegają dwie niewielkie kruchty, stanowiące pomieszczenie zakrystii oraz zaplecza. Zarówno ściany jak i duża wieża, które oszkarpowano narożnymi pilastrami, posiada ostrołukowe otwory okienne i drzwiowe oraz gzyms zdobiony szerokim arkadowym wzorem pod linią dachu. We wnętrzu na uwagę zasługuje m.in. neorenesansowy ołtarz główny z 1926 r. wykonany przez firmę Dąbkowskiego, figury św. Antoniego i św. Franciszka z Asyżu autorstwa Bratka oraz dekoracja malarska (druga po polichromii z 1935 r.) autorstwa Władysława Gawrona i Zygmunta Czecha. W kościele znajduje się zdobiona ambona i chór muzyczny z organami piszczałkowymi. W latach 2009–2017 kościół przeszedł gruntowny remont, w wyniku którego naprawiono dach, poddano konserwacji wieżę z krzyżem, wymieniono tynki na elewacji zewnętrznej, całą instalację elektryczną i pokrycie sufitu. Zdecydowano się rozjaśnić wnętrze kościoła – na białym sklepieniu pojawiły się niebiesko-błękitne ornamenty i wizerunki św. Joachima, św. Anny, św. Brata Alberta, św. Rafała Kalinowskiego, św. Jana Vianney'a oraz błogosławionego księdza Jerzego Popiełuszko. Na ścianach i w niszach zagościło malarstwo iluzoryczne imitujące kamienną ornamentykę, zamontowano też nowe witraże z symbolami czterech Ewangelistów. Odrestaurowano obrazy św. Barbary i Matki Bożej w ołtarzu głównym, który pomalowano w sposób imitujący kamień z wyzłoceniem części elementów. 29 września 2018 r. w 110. rocznicę powstania parafii św. Barbary w Sosnowcu w czasie jubileuszowej Eucharystii biskup diecezji sosnowieckiej Grzegorz Kaszak poświęcił boczny ołtarz św. Michała Archanioła. 